# Перська абетка
Перська абетка — модифікований варіант консонантного арабського письма, пристосований для запису перської мови (фарсі та дарі). Сучасний варіант перської писемності налічує 32 літери і відрізняється від арабської насамперед чотирма додатковими буквами для позначення звуків, відсутніх в арабській мові. Зараз використовується для запису фарсі — офіційної мови Ірану, а також його східного варіанта в Афганістані — мови дарі. З перського варіанта арабського письма (часто з подальшими модифікаціями і додаванням нових знаків) виникли писемності інших мов Ірану, Південної та Середньої Азії.

## Письмо
Перська писемність володіє всіма основними властивостями арабського письма, такі як: направлення письма — справа наліво, відсутність великих букв, наявність у однієї літери декількох графічних варіантів залежно від положення. Багато літер при зовнішній схожості відрізняються лише умлявтами. Кілька букв можуть означати один звук, так само як і одна буква може передавати кілька звуків.
Особливістю сучасного перського письма, що збереглася також у писемності мови урду, є широке використання поряд з традиційним насхом почерку насталік, який вийшов в арабських країнах з ужитку і вважається застарілим.

### Склад алфавіту
Через скісну риску подані варіанти транслітерації, а через кому — різні фонеми і алофони.
| Ізольована буква | На початку слова | У середині слова | У кінці слова | Назва                   | Фонема                                               | Еквівалент в таджицькому алфавіті | лат. трансліт.   | кир. трансліт.  |
| ---------------- | ---------------- | ---------------- | ------------- | ----------------------- | ---------------------------------------------------- | --------------------------------- | ---------------- | --------------- |
| ا                | آ / ا            | ﺎ                | ﺎ             | алеф alef               | [ɒ]                                                  |                                   | ā, a, ʼ          | ’ / — / а, е, о |
| ب                | ﺑ                | ﺒ                | ﺐ             | бе be                   | [b]                                                  | б                                 | b                | б               |
| پ                | ﭘ                | ﭙ                | ﭗ             | пе pe                   | [p]                                                  | п                                 | p                | п               |
| ت                | ﺗ                | ﺘ                | ﺖ             | те te                   | [t]                                                  | т                                 | t                | т               |
| ث                | ﺛ                | ﺜ                | ﺚ             | се se                   | [s]                                                  | с                                 | s̱ / s̄ / s        | с               |
| ج                | ﺟ                | ﺠ                | ﺞ             | джім jim                | [d͡ʒ]                                                 | ҷ                                 | ǧ / j / ǰ        | дж              |
| چ                | ﭼ                | ﭽ                | ﭻ             | че če                   | [t͡ʃ]                                                 | ч                                 | č / ch           | ч               |
| ح                | ﺣ                | ﺤ                | ﺢ             | гає готті hā-ye hotti   | [h]                                                  | ҳ                                 | ḥ / ḩ / h        | х               |
| خ                | ﺧ                | ﺨ                | ﺦ             | хе khe                  | [x]                                                  | х                                 | ḫ / kh / x       | х               |
| د                | ـد               | ـد               | ﺪ             | даль dāl                | [d]                                                  | д                                 | d                | д               |
| ذ                | ـذ               | ـذ               | ﺬ             | заль zāl                | [z]                                                  | з                                 | ẕ / z̄ / z        | з               |
| ر                | ـر               | ـر               | ﺮ             | ре re                   | [ɾ]                                                  | р                                 | r                | р               |
| ز                | ـز               | ـز               | ﺰ             | зе ze                   | [z]                                                  | з                                 | z                | з               |
| ژ                | ـژ               | ـژ               | ژ             | же že                   | [ʒ]                                                  | ж                                 | ž / zh           | ж               |
| س                | ﺳ                | ﺴ                | ﺲ             | сін sin                 | [s]                                                  | с                                 | s                | с               |
| ش                | ﺷ                | ﺸ                | ﺶ             | шін šin                 | [ʃ]                                                  | ш                                 | š / sh           | ш               |
| ص                | ﺻ                | ﺼ                | ﺺ             | сад sād                 | [s]                                                  | с                                 | ṣ / s            | с               |
| ض                | ﺿ                | ﻀ                | ﺾ             | зад zād                 | [z]                                                  | з                                 | ż / ẕ / z̤ / z    | з               |
| ط                | ﻃ                | ﻄ                | ﻂ             | та tā                   | [t]                                                  | т                                 | t                | т               |
| ظ                | ﻇ                | ﻈ                | ﻆ             | за zā                   | [z]                                                  | з                                 | z̧ / ẓ / z        | с               |
| ع                | ﻋ                | ﻌ                | ﻊ             | ейн eyn                 | [ʔ]                                                  | ъ                                 | ‘                | ‘ / —           |
| غ                | ﻏ                | ﻐ                | ﻎ             | гейн qeyn               | [ɣ]                                                  | ғ                                 | ġ / gh, q-       | г               |
| ف                | ﻓ                | ﻔ                | ﻒ             | фе fe                   | [f]                                                  | ф                                 | f                | ф               |
| ق                | ﻗ                | ﻘ                | ﻖ             | ґаф qāf                 | [ɣ]                                                  | қ                                 | ġ / gh, q-       | ґ / к           |
| ک                | ﮐ                | ﮑ                | ﮏ             | каф kāf                 | [k]                                                  | к                                 | k                | к               |
| گ                | ﮔ                | ﮕ                | ﮓ             | ґаф gāf                 | [ɡ]                                                  | г                                 | g                | ґ               |
| ل                | ﻟ                | ﻠ                | ﻞ             | лам lām                 | [l]                                                  | л                                 | l                | л (ль)          |
| م                | ﻣ                | ﻤ                | ﻢ             | мім mim                 | [m]                                                  | м                                 | m                | м               |
| ن                | ﻧ                | ﻨ                | ﻦ             | нун nun                 | [n]                                                  | н                                 | n                | н               |
| و                | ـو               | ـو               | ﻮ             | вав vāv                 | [v] / [uː] / [o] / [ow] / ([w] / [aw] / [oː] в Дарі) | в                                 | v, u , ū, aw, ow | в, у, оу, ў     |
| ه                | ﻫ                | ﻬ                | ﻪ             | гає гавваз hā-ye havvaz | [h]                                                  | ҳ                                 | h                | х               |
| ی                | ﻳ                | ﻴ                | ﯽ             | я/є yā/ye               | [j] / [i] / [ɒː] / ([aj] / [eː] в Дарі)              | й                                 | y, i, ī, ay, ey  | й, і, єй (ей)   |

## Основні принципи письма

### Голосні

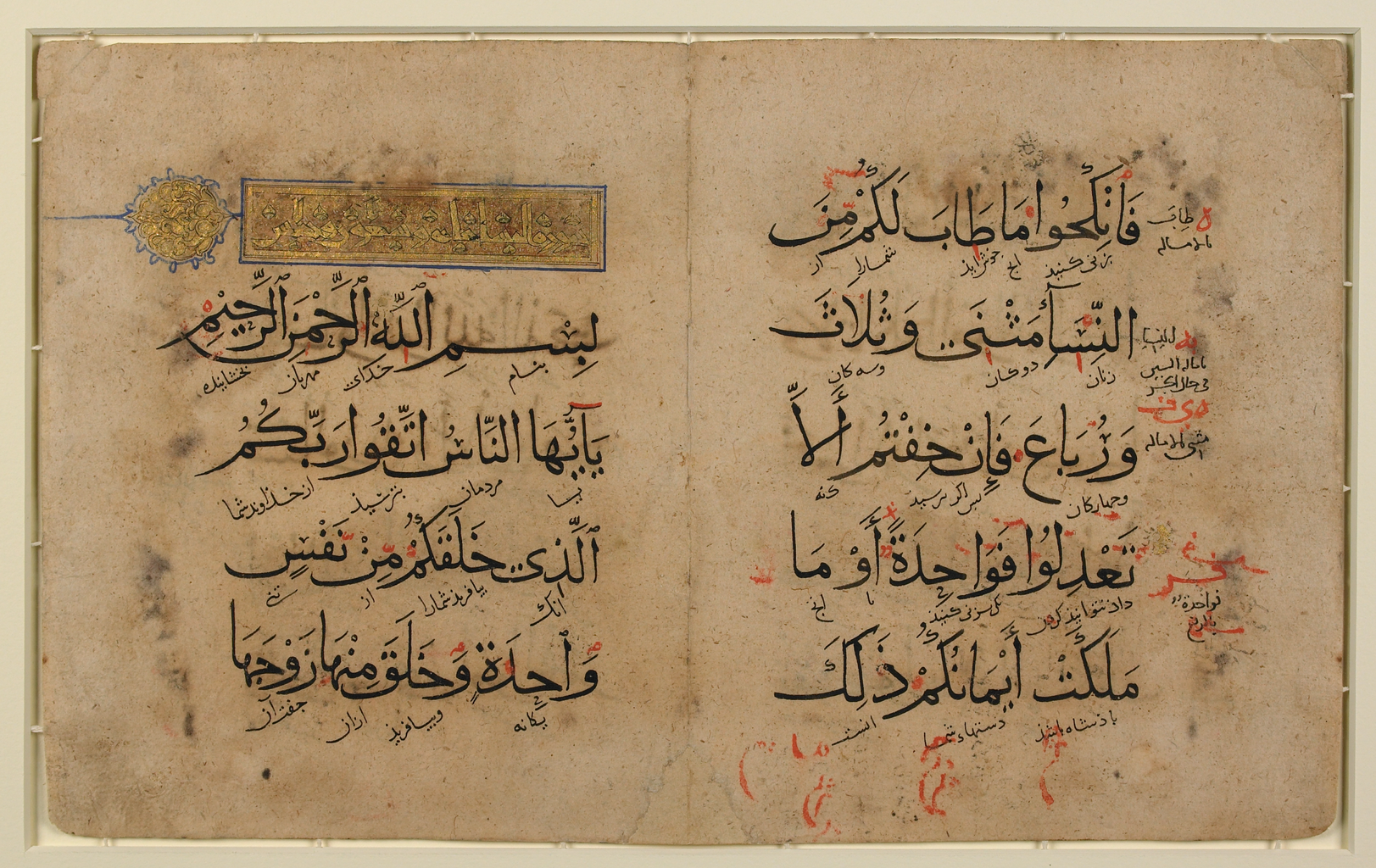
Рукопис частини перших трьох аятів сури Ан-Ніса куфічним почерком

Продовжуючи консонатний тип арабського письма, перська писемність в загальному випадку дозволяє фіксувати насамперед приголосні, а також довгі (в сучасній мові стійкі) голосні за допомогою букв ا (алеф) — а, و (вав) — у і ى (йа) — і . Останні дві букви, висловлюючи також приголосні (в і у відповідно), є по суті матрес лекціоніс. Для коротких (нестійких) голосних існує система арабських харакат — таких знаків вивіреностей. Однак, як і в арабські, вивіреності використовуються лише в навчальних текстах або рідкісних випадках, коли треба уточнити читання. Слова, що відрізняються тільки короткими голосними, на письмі не розрізняються. Наприклад, кермен «хробак», кӓрӓм «щедрість», керем «крем», і кром «хром» записуються однаково كرم к-р-м. Чи не відрізняються також, наприклад, گل голота «квітка» і гель «бруд», ده дӓх «десять» і дех «село», دور дур «далеко» і дору «коло» і багато інших слів, через що читач повинен розрізняти їх за контекстом.
Особливого виразу голосні набувають на початку і в кінці слова. Слово з початковим голосним звуком завжди починається з алефа ا. Початкові короткі голосні позначаються поодиноким аліф. Початковий довгий а- позначається аліф з мадді (آ), що виражає подовження. Початкові у- і и-, а також дифтонги оу- і ей- позначаються поєднанням алефа з відповідною буквою و (вав) і ی (йа): او і ای.
На відміну від арабської мови в перській писемності отримують відображення всі кінцеві голосні, включаючи короткі (за винятком ізафет). Для -е використовується буква ха-йе-хавваз (ه), звана в такому випадку «ха німе». Кінцеве перське -е часто може транслітеруватись на латиницю як -eh, тому в українській транслітерації може з'являтися помилкове написання (а звідси і вимова) -ех. Наприклад, افسانه — afsāneh — * афсанех при правильному афсане́ «казка». Рідкісний кінцевий звук -о виражається так само, як і у, буквою و.

Слово فارسی (фарсі) написане перськими літерами (почерк насталік)

У деяких арабських словах кінцевий довгий звук а позначається буквою ی, яка в такому випадку називається алеф-максур, наприклад, موسی муса «Муса», «Мойсей».

### Приголосні
Арабські запозичення зберігають оригінальну орфографію. При цьому багато арабських звуків відсутні в фонетичній системі перської мови і в запозиченнях замінюються на близькі за артикуляцією. Це спричинило появу у деяких звуків кількох графічних варіантів. Основним з них є знак для спільного звука арабської і перської фонетики, який використовується як в арабізмі, так і в споконвічних словах і неарабських запозиченнях. Решта варіантів притаманна за невеликими винятками тільки арабським запозиченням, і вибір правильного з точки зору традиційної орфографії варіанта необхідно запам'ятовувати для кожного арабського слова.
Буква ейн (ع), що позначає в арабському [ʕ] (фарингальний апроксимант), трапляється виключно в словах арабського походження. На початку слова і між голосними він не читається, перед приголосними або в кінці слова він читається як [ʔ] (гортанна змичка) або ж в розмовній мові замінюється подовженням попередньої голосної. Для цього ж звука використовується також і інший графічний елемент — так зване хамзе ء (в арабському спеціальний символ для [ʔ]). Хамзе вживається як самостійний або надрядковий знак переважно в арабських словах відповідно до арабських оригіналів слів. Вибір між ейном і хамзе також доводиться вивчати для кожного слова.
У сучасній мові існують також інші орфографічні труднощі, які виникли в результаті історичного розвитку фонетики. Зокрема букви غ і ق означають одну фонему, в той час як в класичній мові вони відрізнялися, як і різняться досі в східних варіантах фарсі (таджицькою та дарі). На початку слова зберігається історичне написання для фонеми xw- خو, в той час як в сучасній мові вона збіглася з x-: خواستن клас. перс. xwâstan> суч. перс. xâstan «хотіти», але خاستن xâstan «вставати».
Поєднання -mb- традиційно перською мовою записується як -n-b- (نب), наприклад, پنبه pambe «бавовна».

### Відмінності від арабської писемності
- Кінцевий і поодинокий каф ک записується у формі, близькій до початкового варіанта, в той час як в арабській він виглядає інакше (ك).
- Та марбута (ة) не використовується, в запозиченнях вона замінена на ت (-at) або на ه (-e). Остання також використовується для запису споконвічних слів на -e.
- Кінцеве йє (ی) записується без двох нижніх крапок, як це робиться в арабській (ي), тому графічно збігається з алефом максур.
- Додані чотири додаткові літери для звуків, відсутніх в арабській: пе (پ), че (چ), же (ژ) і гаф (گ).

## Цифри
У перській мові цифри схожі на стандартні арабські. Можуть відрізнятися в написанні цифри 4, 5 і 6. В офіційній і діловому листуванні в Ірані часто можуть вживатися і сучасні «європейські». Цифри в числах записуються зліва направо.
| 0 — ٠ 1 — ١ 2 — ٢ 3 — ٣ 4 — ٤/۴ 5 — ٥/۵ 6 — ٦/۶ 7 — ٧ 8 — ۸ 9 — ٩ | 10 — ١٠ 100 — ١٠٠ 1000 — ١٠٠٠ |

## Перський алфавіт на латинській основі
В СРСР в 1931—1938 роках використовувався перський алфавіт на латинській основі. На ньому велося навчання в школах, видавалася газета Bejraqe Sorx («Червоний стяг») в Ашгабаді, підручники та інша література.
| A a آ       | B в ب | C c چ    | Ç ç ج  | D d د | E e اِ | Ә ә اَ         | F f ف | G g گ    | H h ﻫ ,ح |
| I i اِى      | J j ى | K k ک    | L l ل  | M m م | N n ن | O o اُ         | P p پ | Q q ق ,غ | R r ر    |
| S s ث ,س ,ص | Ş ş ش | T t ت ,ط | U u او | V v و | X x خ | Z z ز ,ذ ظ ,ض | Ƶ ƶ ژ | ' ع , ٴ  |          |

У другій половині XX ст. був запропонований інший варіант перської латиниці під назвою Unipers (Unicode + Persian). Unipers отримав деяке поширення в іранській діаспорі в Європі і США, однак навіть в діаспорі не здобув переваги над арабицею:
| A a | Â â  | B b  | C c | D d | E e | F f | G g | H h | I i  |  |
| /æ/ | /ɒː/ | /b/  | /ʧ/ | /d/ | /e/ | /f/ | /ɡ/ | /h/ | /iː/ |  |
| J j | K k  | L l  | M m | N n | O o | P p | Q q | R r | S s  |  |
| /ʤ/ | /k/  | /l/  | /m/ | /n/ | /o/ | /p/ | /ʁ/ | /ɾ/ | /s/  |  |
| Š š | T t  | U u  | V v | W w | X x | Y y | Z z | Ž ž | '    |  |
| /ʃ/ | /t/  | /uː/ | /v/ | /w/ | /χ/ | /j/ | /z/ | /ʒ/ | /ʔ/  |  |